# Mathias Pascottini
Mathias Pascottini (* 18. März 1992 in Graz) ist ein österreichischer Fernseh-, Radio- und Veranstaltungsmoderator und Stadionsprecher des Fußballklubs GAK.

## Leben und Karriere
Pascottini sammelte bereits im Alter von 12 Jahren erste Moderationserfahrungen bei Jugend-Hallenfußballturnieren. Regelmäßig moderierte er ab dem Jahr 2007 Veranstaltungen in Graz und Graz-Umgebung. Während seinem Studium an der FH Joanneum in Graz, Studienrichtung „Journalismus & Public Relations“ von 2010 bis 2013 absolvierte Pascottini ein Praktikum im ORF-Landesstudio Steiermark. Ab 2013 arbeitete er für rund vier Jahre als Moderator, Nachrichtensprecher und Chef vom Dienst beim steirischen Privatradiosender Antenne Steiermark. Ab 2016 studierte er berufsbegleitend an der Universität Regensburg den Weiterbildungsmaster „Speech Communication and Rhetoric in Sprechwissenschaft und Sprecherziehung“. In seiner Masterarbeit beschäftigt er sich mit dem Thema „Lampenfiebertraining für Sprecherinnen und Sprecher im 21. Jahrhundert. Evaluation des Bedarfs an multimedialem Training“.
Seit 2017 arbeitet Pascottini selbstständig als Veranstaltungsmoderator und Kommunikationstrainer mit Sitz in Graz. Von April 2019 bis 2022 moderierte er zudem das TV-Magazin „Road to Digital Austria“, das wöchentlich auf Puls4, ATV, ATV2, ProSieben Austria, Sat.1 Österreich und kabel eins austria ausgestrahlt wurde. Von 2019 bis 2023 moderierte er des Weiteren die TV-Sendung „KLIMAHELDiNNEN“ auf ebendiesen TV-Sendern. In den ersten Jahren wurde die Sendung wöchentlich ausgestrahlt, ab 2023 täglich im Hauptabendprogramm. Das Format wurde mit mehreren Preisen ausgezeichnet - darunter der Österreichische Umweltjournalismuspreis 2022. Von März 2020 bis zur Einstellung des Formats Ende 2022 war Pascottini auch das Gesicht des Gesundheitsmagazins „4Lifechangers“ der ProSiebenSat.1 PULS 4-Gruppe. Im Jahr 2024 war er der Gastgeber des Naturwissenschafts-Quizzes "C.I. - Chemical Intelligence" auf PULS 4 und JOYN, das in zwei Staffeln Sonntags im Abendprogramm des Senders ausgestrahlt wurde. 2023 war er zudem das Gesicht der Bewerbung der Stadt Graz als "EU Green Capital 2025".
Seit 2013 agiert Pascottini auch als Stadionsprecher des Fußballvereins GAK. Er begleitete den Traditionsverein aus der achten Spielklasse bis in die Bundesliga. Am 19. Oktober 2022 moderierte Pascottini das erste Grazer Fußballderby zwischen dem GAK 1902 und SK Sturm Graz nach 15 Jahren.

## Moderationen (Auswahl)
- 2012–2019: Lebensraum-Immobilienmesse[15]
- 2013: PR-Gala 2013 inkl. Verleihung des österreichischen Staatspreises[16]
- 2013–2025: Stadionsprecher bei Heimspielen des Grazer AK[17]
- 2013–2017: Radiosendungen bei Antenne Steiermark
- 2017–2025: „Köpfe des Jahres“-Galaabende der Kleinen Zeitung[18]
- 2017: Verleihungsgala des steirischen Kommunikationspreis „PR-Panther“[19]
- 2018–2019: Innovationspreisverleihung des Landes Steiermark – „Fast Forward Award“[20]
- 2018–2019: Aufsteirern – Volkskulturfest in der Grazer Innenstadt[21]
- 2018–2025: Neugier-Wissenschaftspodcast[22]
- 2018–2024: Primus-Gala der steirischen & kärntner Wirtschaft[23]
- 2020: 100 Jahre Gerechtigkeit: Geburtstags-Festakt der Arbeiterkammer Steiermark[24]
- 2021, 2023: Raiffeisenbank Steiermark Konjunkturgespräch[25]
- 2021–2022: Steir. Holzcluster-Jahresempfang[26]
- 2021–2024: ADV-eGovernment Konferenz
- 2022–2024: Styrian Skills-Preisverleihung
- 2022: Festakt „90 Jahre Stadt Weiz“[27]
- 2024: Erdgespräche im Wiener Museumsquartier[28]
- 2024–2025: Liveübertragung der Grazer Opernredoute[29]
- 2019–2022: TV-Sendung „Road to Digital Austria“ (wöchentlich)[7]
- 2019–2023: TV-Sendung „KLIMAHELDiNNEN“ (wöchentlich, ab 2023 täglich)[8]
- 2020–2022: TV-Sendung „4Lifechangers“ (wöchentlich)[10]
- 2024: TV-Sendung "C.I. - Chemical Intelligence"[30]

## Auszeichnungen
- 2012: „PRVA Best PRactice Award“ für „Wie läuft's? - Kampagne für die Österreichische Kontinenzgesellschaft“[31]
- 2016: "Die besten 30 unter 30 - Fachzeitschrift "Der Österreichische Journalist"[32]
- 2017: „PR-Panther“/Nominierung (als Mitglied des Media-Teams des Fußballvereines GAK)[33]
- 2021: K3-Preis für Klimakommunikation für das TV-Nachhaltigkeitsmagazin „KLIMAHELDiNNEN“[34]
- 2022: Österreichischer Umweltjournalismuspreis für das TV-Nachhaltigkeitsmagazin „KLIMAHELDiNNEN“[35]